# 埃克塞爾西奧 (內華達州)
埃克塞爾西奧（英語：Excelsior）是位於美國內華達州埃爾科縣的鬼鎮。

## 歷史
埃克塞爾西奧的郵局於1871年設立，其後於翌年停運。

## 地理
埃克塞爾西奧所處的海拔為高於海平面1922米（即6306英呎），而該地所採用的時區為UTC-8，即太平洋时区（PST）。同時該地設有夏令時間，為UTC-8調快一小時，即UTC-7（PDT）。